# Benjamin Mendez
Pour les articles homonymes, voir Mendez.
Benjamin Mendez, né le 7 octobre 1994 à Montélimar dans le Drôme, est un joueur français de basket-ball.